# ماهاسويتا ديفي
ماهاشويتا ديفي (14 يناير 1926 - 28 يوليو 2016) هي ناشطة يسارية وكاتبة هندية باللغة البنغالية، شملت كتاباتها الأدبية هاجر شوراشير ما، ورودالي، وأرانيير أديكار. عملت من أجل حقوق وتمكين القبائل في ولايات البنغال الغربية وبيهار وماديا براديش وتشاتيسجار في الهند. تم تكريمها بالعديد من الجوائز الأدبية مثل جائزة أكاديمية ساهيتيا (باللغة البنغالية)، وجائزة جنانبيث وجائزة رامون ماجسايساي عام 1997، بالإضافة إلى الجوائز المدنية الهندية بادما شري وبادما فيبهوشان.